# Бирс, Гарри Гэри
Га́рри Уи́льям Бирс (англ. Garry William Beers), более известный как Га́рри Гэ́ри Бирс (англ. Garry Gary Beers; род 22 июня 1957 года, Сидней, Австралия) — австралийский музыкант, бас-гитарист рок-группы INXS.

## Биография и творчество

### Ранние годы
Родился 22 июня 1957 года у Лолы (Lola, умерла в 2011) и Уильяма (William) Бирсов. Его отец Уильям работал оператором карьерного погрузчика, мать Лола трудилась неполный рабочий день на различных работах. У Гарри есть старшая сестра Керри. Он рос в пригороде Сиднея Мэнли и учился в Форестской средней школе в северном пригороде Сиднея Френч-Форест.

### Карьера
Первой его группой стала Legolas Elvis Warrior, созданная в 1975 году вместе со школьными товарищами Биллом Хакером (Bill Hucker) и Гленом Фендером (Glen Fender), где он играл на акустической гитаре. После девяти месяцев изучения этого инструмента улучшение игры у Бирса было небольшим, в результате он перешёл на бас-гитару и отказался от дальнейших занятий. Он был вдохновлён Джоном Полом Джонсом из Led Zeppelin, а также Джеймсом Джеймерсоном и Полом Маккартни. Встретив Эндрю Фаррисса (Andrew Farriss), он присоединился к его группе Dr. Dolphin, за которой в 1977 году последовала Farriss Brothers. В 1979-м Farriss Brothers превратилась в INXS c Бирсом на бас-гитаре и контрабасе, Эндрю Фарриссом на клавишных и гитаре, Джоном Фарриссом (Jon Farriss) на барабанах и клавишных, Тимом Фарриссом (Tim Farriss) на соло-гитаре, Кирком Пенгилли (Kirk Pengilly) на гитаре, саксофоне и бэк-вокале и вокалистом Майклом Хатченсом. Игру бас-гитары и работу контрабаса Бирса можно встретить на некоторых треках INXS, включая By My Side.
В 1989 году, на время выйдя из INXS, Бирс присоединился к Absent Friends в качестве бас-гитариста. Их седьмой альбом Here’s Looking up Your Address, вышедший в мае 1990-го, содержал знаменитый сингл № 4 "I Don’t Want to Be with Nobody but You".
Гарри Бирс играет также на гитаре, клавишных инструментах, гавайской гитаре, владеет навыками программирования для написания песен и музыкального производства. Он соавтор многих треков для INXS, включая Listen Like Thieves, Don’t Change и Perfect Strangers. С 2008 года Бирс сосредоточился на записи песен в Лос-Анджелесе, одним из результатов этой работы стал альбом INXS Original Sin, выпущенный 8 ноября 2010 года.
Совместно со Скоттом Уайландом из Stone Temple Pilots он написал песню Tangle with Your Mind для сольного альбома Уайланда "Happy" in Galosches 2008 года.

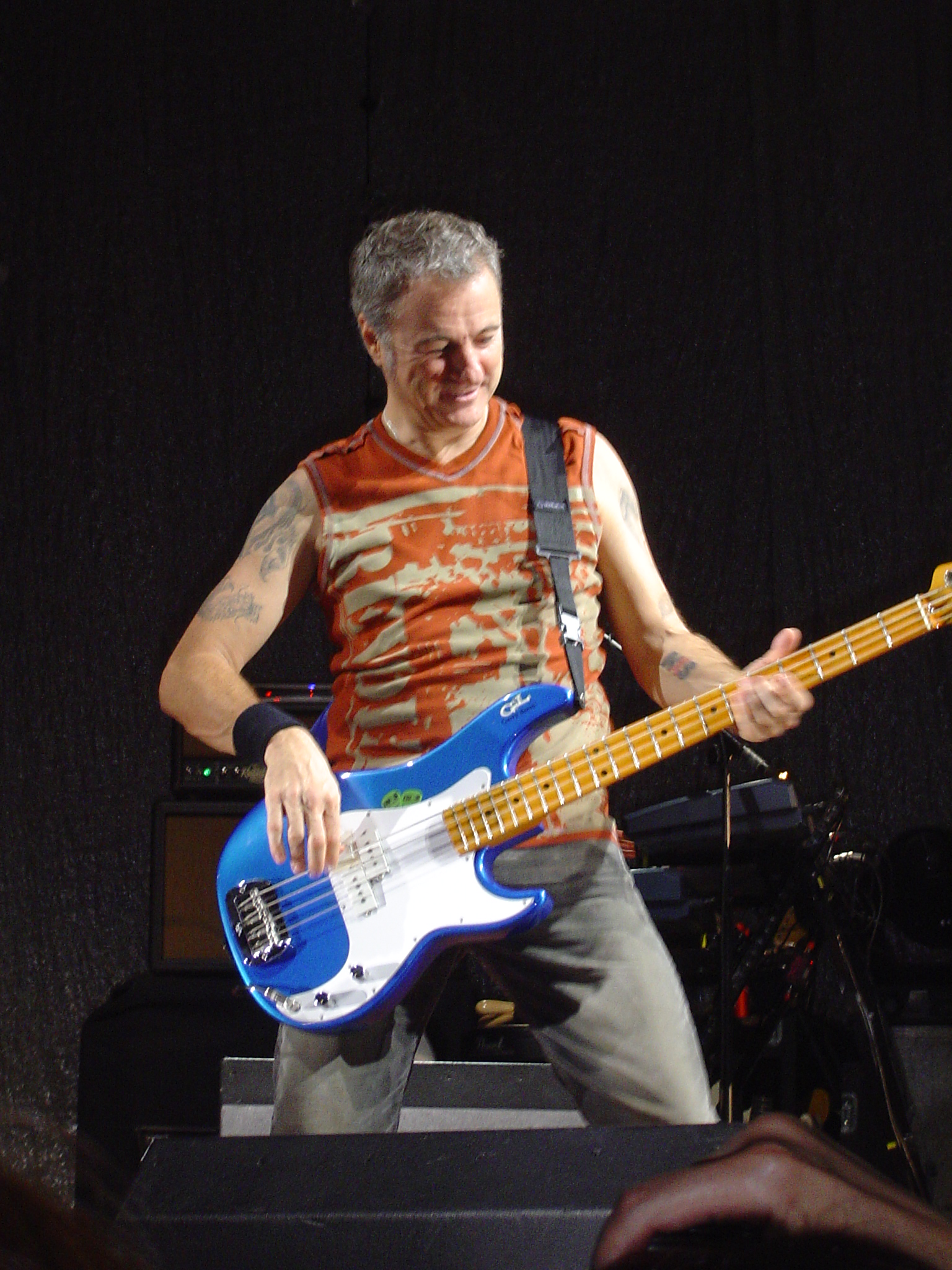
Гарри Бирс во время гастролей INXS в Великобритании. Брайтон, июнь 2007 г.

### Личная жизнь
В сентябре 2007 года Гарри Бирс женился на Джордан (Jourdan). Они живут в Лос-Анджелесе и с удовольствием состоят в нескольких организациях по защите животных. У них пара близнецов. Бирс также имеет двух дочерей от первого брака с Джоди Крэмптон (Jodie Crampton) и сына от непродолжительных отношений с Шелли Престон (Shelley Preston).